# طيور الحيتان
طيور الحيتان أو البريونات (الاسم العلمي: Prion) هي طيور صغيرة من الجنسان فطيمة والنوء الأزرق. وهي تشكل واحدة من المجموعات الأربع ضمن حطافات البحر (يشار إليها أيضًا باسم البريونات)، جنبًا إلى جنب مع طيور النوء الناعر وجلم الماء وكاسرات العظام النوئية.